# IC 348-SMM2E
IC 348-SMM2E é um exoplaneta ou anã marrom que se localiza no aglomerado IC 348, na constelação de Perseu.
Este é um dos objetos mais novos já descobertos no espaço. Acredita-se que seja cercado por uma enorme massa de gás e poeira com uma massa de 35 Júpiteres. Sua massa atualmente é estimada em 13 ou 16 vezes a massa de Júpiter, perto do limite de queima de deutério que divide exoplanetas e anãs marrons (13 MJúpiter), e pode chegar a até 75 Júpiteres quando terminar sua formação. Provavelmente não terá massa o suficiente para se tornar uma estrela, sendo classificado como uma "estrela fracassada", ou anã marrom.
Acredita-se que IC 348-SMM2E seja um planeta flutuante, mas é possível que ele seja ligado a protoestrela SMM2, que está a pelo menos 2.400 unidades astronômicas dele. Este planeta ainda está contraindo em tamanho, com uma luminosidade de 0.06 LSol e uma temperatura de 3,500 Kelvins. Essas estimativas implicam em um enorme raio de 0,67 raios solares pela lei de Stefan–Boltzmann, o que é 6,5 vezes maior que Júpiter, tornando IC 348-SMM2E um dos maiores planetas conhecidos.